# Kate Jenkinson
Kate Jenkinson es una actriz australiana, más conocida por haber participado en la serie The Wedge, y por dar vida a la reclusa Allie Novak en la serie australiana Wentworth desde 2016. 

## Biografía
En el 2004 Kate se graduó de la escuela Western Australian Academy of Performing Arts "WAAPA", durante su estancia ganó el premio Nigel Rideout.

## Carrera
En el 2006 se unió a la serie The Wedge donde interpretó a varios personajes hasta el 2007.                
En el 2008 apareció en dos episodios de la serie policíaca Rush donde interpretó a Nina Wise la novia del oficial de inteligencia Leon Broznic (Samuel Johnson); regresó nuevamente a la serie en el 2009 donde interpretó a Nina en dos episodios. 
En el 2009 se unió al elenco recurrente de la serie Tangle donde interpretó a Melanie. Ese mismo año apareció en la serie Satisfaction donde dio vida a Jemima hasta el 2010. 
En el 2010 apareció como invitada en la serie policíaca City Homicide donde interpretó a Lara Conlon. 
Ese mismo año se unió al elenco invitado de la serie Lowdown donde interpretó a Samantha, la exnovia de Bob (Paul Denny).
En el 2011 apareció en varios episodios de la serie Killing Time interpretando a Wendy Peirce. Ese mismo año se unió al elenco recurrente de la serie Offspring donde interpretó a Kate Reid, hasta la quinta temporada en el 2014.
En el 2012 se unió al elenco de la serie The Straits donde dio vida a Antoinette "Toni" Montebello, la esposa de Noel Montebello (Aaron Fa'aoso), hasta el final de la serie ese mismo año luego de que fuera cancelada, ese mismo año se unió al elenco recurrente de la serie House Husbands donde interpreta a la profesora Nadir. 
También apareció como invitada en la serie Miss Fisher's Murder Mysteries donde interpretó a Isabella y en la popular serie Home and Away donde interpretó a Mackenzie "Mac" Watson, una amiga de Kyle Braxton (Nic Westaway) en Melbourne.
En el 2013 se unió al elenco recurrente de la primera temporada de la serie Time of Our Lives donde interpretó a Eloise. Ese mismo año se unió al elenco principal de la serie norteamericana Super Fun Night donde dio vida a Kendall Quinn, la compañera de trabajode Kimberley "Kimmie" Boubier (Rebel Wilson) hasta el 2014 después de que la serie fuera cancelada.
En agosto del 2014 se anunció que aparecería en la miniserie Hiding, donde interpretará a Rebecca Swift, una enfermera y madre de Mitch (Lincoln Younes) y Tara (Olivia DeJonge), que se ve obligada a dejar su vida atrás después de que junto a su familia tuvieran que entrar a protección a testigos luego de que su esposo testificara en contra de su jefe. La serie fue estrenada en el 2015.

## Filmografía

### Series de televisión
| Año             | Título                         | Personaje                 | Notas                           |
| --------------- | ------------------------------ | ------------------------- | ------------------------------- |
| 2021            | Amazing Grace                  | Grace Cresswell           | 8 episodios                     |
| 2016 - presente | Wentworth                      | Allie Novak               | 32 episodios                    |
| 2018            | Olivia Newton-John             | Pat Carroll               | 2 episodios - miniserie         |
| 2015 - 2017     | The Ex-PM                      | Carol                     | 12 episodios                    |
| 2016            | Beat Bugs                      | Tawny Owl                 | episodio "I've Just See a Face" |
| 2015            | Hiding                         | Maree Quigg/Rebecca Swift | 8 episodios - miniserie         |
| 2013 - 2014     | Super Fun Night                | Kendall Quinn             | 16 episodios                    |
| 2011 - 2014     | Offspring                      | Kate Reid                 | 23 episodios                    |
| 2013            | Time of Our Lives              | Eloise                    | 7 episodios                     |
| 2012            | Miss Fisher's Murder Mysteries | Isabella                  | episodio "Murder in the Dark"   |
| 2012            | House Husbands                 | Miss Nadir                | 6 episodios                     |
| 2012            | Home and Away                  | Mackenzie Watson          | 2 episodios                     |
| 2010 - 2012     | Lowdown                        | Samantha                  | 5 episodios                     |
| 2009 - 2012     | Tangle                         | Melanie                   | 6 episodios                     |
| 2012            | The Straits                    | Antoinette Montebello     | 9 episodios                     |
| 2011            | Killing Time                   | Wendy Pierce              | 6 episodios                     |
| 2010            | City Homicide                  | Lara Conlon               | episodio "Tomato Can"           |
| 2010            | Wilfried                       | Caddy                     | episodio "The Dog Father"       |
| 2009 - 2010     | Satisfaction                   | Jemima                    | 4 episodios                     |
| 2008 - 2009     | Rush                           | Nina Wise                 | 4 episodios                     |
| 2008            | Whatever Happened to That Guy? | Enfermera                 | episodio "Rhonda"               |
| 2008            | Bogan Pride                    | Tizzneen                  | 6 episodios                     |
| 2008            | Canal Road                     | Felicity                  | episodio # 1.10                 |
| 2006 - 2007     | The Wedge                      | Varios Personajes         | 48 episodios                    |
| 2007            | Newstopia                      | Amanda Manetta            | episodio # 1.8                  |

### Películas
| Año  | Título                    | Personaje  | Notas                                                                           |
| ---- | ------------------------- | ---------- | ------------------------------------------------------------------------------- |
| 2014 | How I Became a Vegetarian | -          | junto a Simon Mallory, Chris Fortuna, Ben Anderson y Emily Taheny               |
| 2012 | Fatal Honeymoon           | Kim Watson | junto a Amber Clayton, Gemma Forsyth, Zoe Ventoura, Sara Wiseman y Matt Zeremes |
| 2012 | Stuffed                   | Andie      | junto a Patrick Brammall, Nicole da Silva, Andy McDougall y Shaun Micallef      |

### Apariciones
| Año  | Programa    | Notas       |
| ---- | ----------- | ----------- |
| 2012 | Agony Aunts | 6 episodios |

### Teatro
| Año  | Obra                         | Personaje    | Director (a)     | Teatro                | Notas                                                                             |
| ---- | ---------------------------- | ------------ | ---------------- | --------------------- | --------------------------------------------------------------------------------- |
| 2010 | The Graduate                 | -            | -                | His Majesty's Theatre | junto a Rider Strong                                                              |
| 2009 | Secret Bridesmaids' Business | Madrina      | Sioban Tuke      | Playhouse Theatre     | junto a Jacki Weaver, Marcus Graham, Rodger Corser y Caroline Craig               |
| 2008 | Don Juan in Soho             | Mattie/Dalia | Peter Evans      | Fairfax Studio        | junto a Craig Annis, Angus Cerini, Daniel Frederiksen y Dan Wyllie                |
| 2005 | Zastrozzi                    | Julia        | Marcelle Schmitz | -                     | junto a Roderick Cairns, Andrew Fraser, Marcus Graham, Belinda McClory y Igor Sas |

## Premios y nominaciones
| Año  | Categoría        | Premio                        | Obra      | Resultado |
| ---- | ---------------- | ----------------------------- | --------- | --------- |
| 2005 | Best Newcomer    | Equity Benevolent Guild Award | Zastrozzi | Nominada  |
| 2004 | Teacher's Choice | Nigel Rideout Award           | -         | Ganadora  |